# Teorema di Caristi
In matematica, il teorema di Caristi o teorema di Caristi-Kirk è un teorema di punto fisso che generalizza il teorema delle contrazioni per applicazioni di uno spazio metrico completo in sé. Si tratta di una variante dell'ε-principio variazionale di Ekeland (1974, 1979). Inoltre, la conclusione del teorema di Caristi è equivalente alla completezza metrica, come dimostrato da Weston (1977). Il risultato originale è dovuto ai matematici James Caristi e William Arthur Kirk.

## Enunciato
Sia {\displaystyle (X,d)} uno spazio metrico completo, {\displaystyle T:X\to X} una funzione da {\displaystyle X} in sé e sia {\displaystyle f:X\to [0,+\infty )} una funzione semicontinua inferiormente da {\displaystyle X} in {\displaystyle [0,+\infty )}. Si supponga inoltre che per tutti i punti {\displaystyle x\in X} valga:
{\displaystyle d{\big (}x,T(x){\big )}\leq f(x)-f{\big (}T(x){\big )}}
Allora {\displaystyle T} ha un punto fisso in {\displaystyle X}, ossia esiste un punto {\displaystyle x_{0}} tale che {\displaystyle T(x_{0})=x_{0}}.